# مگس‌گیر پادشاهی آمازونی
مگس‌گیر پادشاهی آمازونی (نام علمی: Onychorhynchus coronatus)، بر اساس کمیته بین‌المللی پرنده‌شناسی (IOC) یک پرندهٔ گنجشک‌سان در خانوادهٔ مرغ‌های کدر است. این گونه در سراسر حوضه آمازون در شمال بولیوی، شرق پرو، شرق اکوادور، شرق کلمبیا، ونزوئلا، گویان‌ها و شمال و غرب برزیل یافت می‌شود.
مگس‌گیر پادشاهی آمازونی در مناطق پست نمناک، هم در جنگل‌های همیشه‌سبز اولیه و هم در جنگل‌های رشد دوم زندگی می‌کند. این گونه پرندهٔ میان‌اشکوب است، اغلب در کنار نهرها و در جنگل‌های فصلی سیل‌زده ورزیا دیده می‌شود.
همه مگس گیرهای پادشاهی حشره‌خوار هستند.